# Armin Meiwes
Armin Meiwes (født 1. december 1961 i Essen i Tyskland) er en tysk kannibal, der blev kendt som "Kannibalen fra Rotenburg" eller "Der Metzgermeister" (slagtermesteren). 

## Drabet og arrestation
Meiwes satte en annonce på internettet, hvori han søgte et frivilligt offer. Bernd Jürgen Armando Brandes svarede på annoncen, og de arrangerede et møde, så Meiwes kunne dræbe og spise Brandes.
Som det er kendt fra et videobånd, som de to lavede i marts 2001 i Meiwes' hjem, amputerede Meiwes Brandes' penis, hvorefter Meiwes og Brandes spiste penisen sammen før Brandes blev slået ihjel. Brandes havde insisteret på at Meiwes skulle bide hans penis af, men dette virkede ikke, så Meiwes brugte først en kniv, som viste sig at være for sløv, og derefter en skarpere kniv til endeligt at skære penissen af. Brandes prøvede tilsyneladende at spise sin del af sin egen penis, men kunne ikke, fordi den var for sej. Meiwes sauterede derefter penissen på en pande med salt, peber og hvidløg. 
Ifølge journalister, som så videoen (der ikke er offentliggjort), var Brandes muligvis allerede for svag på grund af blodtab til at kunne spise sin del af penisen. Meiwes gav ham tilsyneladende store mængder alkohol og smertestillende midler og dræbte ham derefter i et rum som han havde i sit hus til dette formål. Han spiste kroppen i løbet at de næste få måneder, hvor han opbevarede delene i sin dybfryser.
Meiwes blev arresteret i december 2002, efter at han havde sat nye annoncer på internettet, hvor han søgte ofre. Forskere gennemsøgte hans hjem og fandt kropsdele og videobåndet med drabet på. Videoen er tilsyneladende så ubehagelig at mange af dem, som så den har søgt psykologisk bistand.

## Dommen
Meiwes blev dømt for manddrab og idømt 8½ års fængsel. 
I april 2005 appellerede anklageren dommen. Han mente, at Meiwes burde dømmes for mord, ikke manddrab, og idømmes livstid. Blandt de spørgsmål domstolen besvarede var, om Brandes accepterede sit eget mord, og om han var lovformeligt klar over at han accepterede det, da han blev dræbt, når man tager hans psykiske problemer og betydelige indtag af alkohol og stoffer i betragtning. Andre aspekter af den nye retssag afgjorde, om Meiwes dræbte for at tilfredsstille sit eget begær (specielt seksuelt begær), og ikke fordi han blev bedt om det, en påstand som Meiwes flere gange har benægtet i vidneudsagn. 
Under den nye retssag sagde en psykolog, at Meiwes stadig var farlig og stadig "havde fantasier om at fortære unge menneskers kød" . 9. maj 2006 kendte en domstol i Frankfurt Meiwes skyldig i mord og idømte ham fængsel på livstid. 
En lignende sag er om Sharon Lopatka, som i 1996  fandt en mand (Robert Frederick Glass) som ville torturere og kvæle hende.

## Kulturelle hentydninger
- Sangen Armin Meiwes af det australske industrielle rock band Skynd beskriver sagen.
- Sangen Mein Teil af det tyske Tanz-Metall band Rammstein blev inspireret af sagen. Teil betyder del eller stykke, og kan også bruges som slang for penis, hvilket ville oversætte sangtitlen til min del eller min penis.
- Sangen The Wüstenfeld Man Eater af det amerikanske heavy metal band Macabre beskriver sagen.
- Sangen "Eaten" af det svenske death metal band Bloodbath blev inspireret af denne sag.
- Rosa von Praunheim, en tysk filmskaber, lavede en film kaldet  Dein Herz in Meinem Hirn (Dit Hjerte i Min Hjerne) om begivenhederne som førte til drabet.[2] Den blev vist for første gang i 2005 på Montréal Film Festival.
- I 2005 udgav Lois Jones en bog kaldet Cannibal. Det er historien bag "Rotenburg Kannibalen" og hans "offer."
- Butterfly: A Grimm Love Story – inspireret af Internettets kannibalismebevægelse og specielt denne sag – blev fastsat til udgivelse i Tyskland i marts 2006; i Tyskland kaldes den Rohtenburg. Hollywood filmstjernerne Keri Russell og i rollen inspireret af Armin Meiwes, Thomas Kretschmann. Den blev forbudt i Tyskland, efter at Meiwes havde klaget over at hans rettigheder var overtrådt.
- I 2006 lavede amerikanske filmskoleelever en kortfilm Der Metzgermeister, som er løst baseret på historien.  Filmen blev bandlyst fra deres filmfestival, men kan nu ses på Internettet.
- I 2006 malede den græske kunstner Doulo "Meiwes," et kontroversielt abstrakt værk, som hylder Meiwes som en af hverdagens helte.